# Zozibini Tunzi

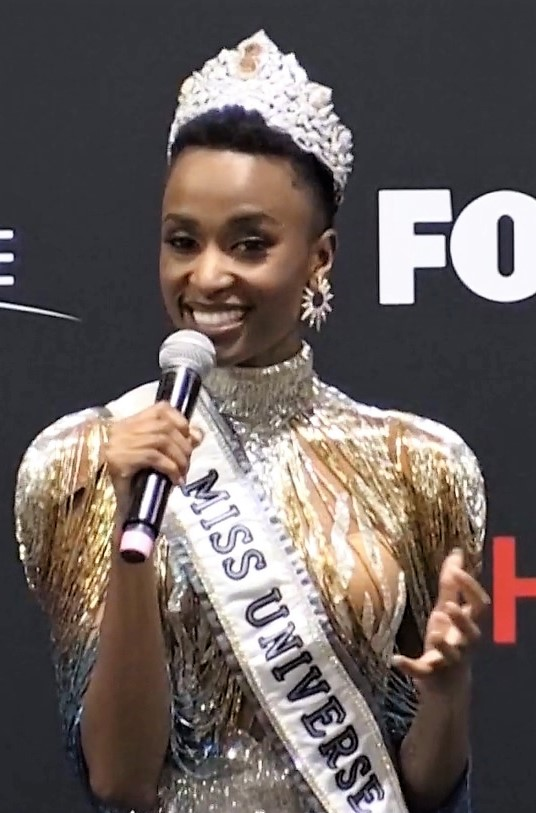
Zozibini Tunzi, 2019

Zozibini Tunzi (* 18. September 1993 in Tsolo, Transkei, heute Provinz Ostkap) ist eine südafrikanische Schönheitskönigin. Nach der Wahl zur Miss South Africa 2019 wurde sie im selben Jahr zur Miss Universe gekrönt. Tunzi, die 2018 die Cape Peninsula University of Technology als Bachelor abschloss, arbeitet auch als Model.

## Leben und Karriere

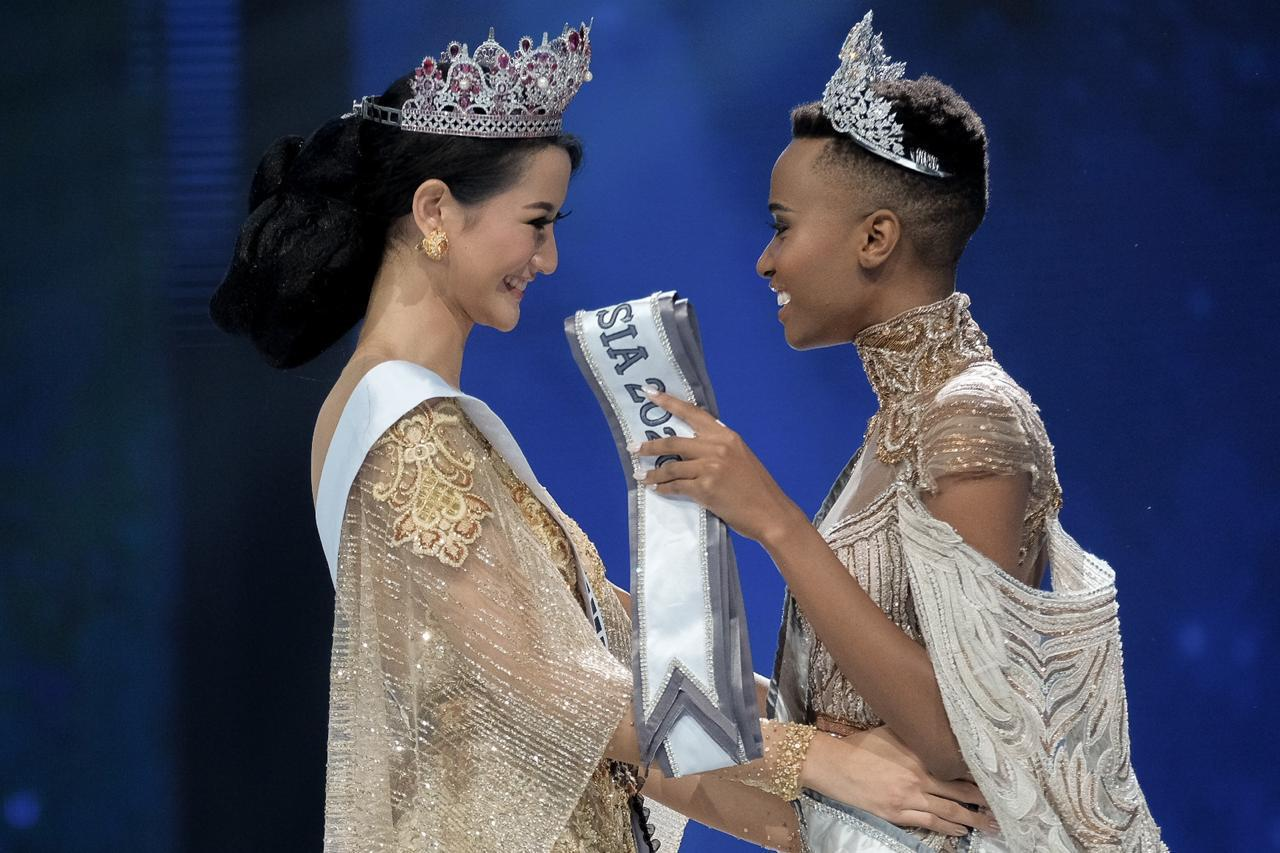
Tunzi trägt eine Kebaya, zusammen mit Miss Universe Indonesia 2020 Raden Roro Ayu Maulida Putri, bei der Puteri Indonesia 2020-Krönung.

Zozibini Tunzi wurde als Tochter von Philiswa Nadapu und Lungisa Tunzi in der Stadt Tsolo im ehemaligen Homeland Transkei (seit April 1994 in die südafrikanische Provinz Ostkap eingegliedert) geboren und wuchs im wenige Kilometer östlich gelegenen Dorf Sidwadweni als eine von drei Schwestern auf. 
In späteren Jahren zog sie nach Kapstadt, wo sie sich in der Gegend um Gardens niederließ und in weiterer Folge ab 2014 die Cape Peninsula University of Technology besuchte. Ihr dortiges Studium schloss sie 2018 mit einem Bachelor in Public Relations und Image Management ab. Danach wollte sie ihre Studien an einer Graduate School mit einem Bachelor of Technology in Public Relations Management an der Cape Peninsula University of Technology fortsetzen und arbeitete als Praktikantin (graduate intern) in der PR-Abteilung der Werbeagentur Oyilvy Cape Town.

### Miss South Africa
Bereits 2017 nahm die damalige Studentin an der Wahl zur Miss South Africa teil und schaffte es dabei ins mit 26 Teilnehmerinnen besetzte Semifinale, von dem aus sie allerdings nicht den Weg ins auf zwölf Teilnehmerinnen limitierte Finale fand. 
Nach ihrem Studienabschluss versuchte sie es erneut bei der Wahl zur Miss South Africa 2019. Nach der ersten Bewerbung wurde sie am 26. Juni 2019 als eine von 35 Teilnehmerinnen ins Semifinale geholt. 
Nach weiteren Auditions wurde sie am 11. Juli 2019 als eine von 16 Finalistinnen bekanntgegeben. Bei der anschließenden Wahl zur Miss South Africa am 9. August 2019 in Pretoria schaffte sie es von den Top 12 in die Top 10 und von diesen in die Top 5, ehe sie an der Seite von Sasha-Lee Olivier eine der letzten verbleibenden Kandidatinnen war.
Am Ende wurde sie zur neuen Miss South Africa gekrönt und erhielt von ihrer Vorgängerin Tamaryn Green die Krone aufgesetzt. 
Nach ihrem Sieg erhielt Tunzi verschiedene Preise wie eine Million Südafrikanische Rand, ein neues Auto im Wert von einer Million Rand (Mercedes A 238), sowie eine voll möblierte Wohnung im wohlhabenden Sandton bei Johannesburg im Wert von rund fünf Millionen Rand, die sie in der Zeit ihrer Regentschaft bewohnen darf. 
Durch ihre Wahl zur Miss South Africa wurde sie gleichzeitig zur Miss Universe South Africa, als die sie an der Wahl zur Miss Universe 2019 teilnahm.

### Miss Universe
Bereits im November 2019 reiste Tunzi nach Atlanta im US-Bundesstaat Georgia, wo am 8. Dezember 2019 in den von Tyler Perry gegründeten Tyler Perry Studios die Wahl zur Miss Universe 2019 stattfand. Nach der Vorrunde am 6. Dezember zog sie ins abschließende Finale am 8. Dezember ein, wo sie als erste Semifinalistin der kontinentalen Region Afrika/Asien-Pazifik in die Top 20 einzog und danach über die Top 10 und die Top 5 bis in die Finalrunde der letzten drei Teilnehmerinnen einzog. Hierbei konnte sie sich gegen die Mexikanerin Sofía Aragón (3. Platz) und die Puertoricanerin Madison Anderson (2. Platz) durchsetzen und gewann die Wahl zur Miss Universe 2019. Die Krone wurde ihr von Catriona Gray, der von den Philippinen stammenden Miss Universe 2018, aufgesetzt. 
Tunzi ist die dritte Südafrikanerin, die den Titel Miss Universe gewann, und zudem die erste Schwarze mit einem Miss-Universe-Titel seit Leila Lopes (Miss Universe 2011). 
Zum ersten Mal in der Geschichte sind die Siegerinnen aller fünf großen Schönheitswettbewerbe (Miss Universe, Miss World, Miss USA, Miss America und Miss Teen USA) Women of Color. 
Als Miss Universe lebt Tunzi in der Zeit ihrer Regentschaft in New York City, von wo aus sie an zahlreichen Veranstaltungen und Auftritten auf der ganzen Welt teilnehmen wird. Bereits drei Monate vor der Wahl war sie dorthin gereist, um für Maxhosa, das Modelabel des südafrikanischen Designers Laduma Ngxokolo, an der New York Fashion Week teilzunehmen.